# Bato (Catanduanes)
Pour les articles homonymes, voir Bato.
Bato est une municipalité de la province de Catanduanes, aux Philippines.